# Adiantum jordanii
Espèce
L'Adiantum jordanii est une espèce de fougères de la famille des Pteridaceae. Cette plante vivace est connue en anglais sous le nom de California maidenhair. Elle est native de la Basse-Californie où on la retrouve en association avec la Mimulus aridus et la Daucus pusillus.

## Caractéristiques
Chaque feuille de l'Adiantum jordanii peut atteindre un demi-mètre de longueur et est composée de nombreux segments arrondis verts. Chacun des segments a deux à quatre lobes peu profonds. En dessous de chaque segment, il y a un à quatre sores.